# Mozaffar al-Din Shah Qajar
Mozaffar al-Din Shah Qajar (in persiano  مظفرالدين شاه قاجار‎; Teheran, 23 marzo 1853 – Teheran, 3 gennaio 1907) è stato scià di Persia (il quinto della dinastia Qajar) dal 1896 al 1907.
Mozaffar al-Din Shah Qajar è ricordato per la grande incapacità politica e gestionale e per la sua cattiva salute.
Figlio di Nasser al-Din Shah Qajar, fu nominato principe ereditario nel 1861. Trascorse trentacinque anni come principe ereditario senza svolgere alcuna responsabilità effettiva in un rapporto difficile con il padre, rimanendo impreparato ai compiti politico-amministrativi che lo avrebbero atteso una volta asceso al trono imperiale nel maggio del 1896.

## Lo scià e il cinema
Come suo padre, visitò l'Europa tre volte. Incoraggiato dal suo cancelliere, per finanziare questi costosi viaggi lo scià chiese un prestito allo zar Nicola II di Russia. Nel corso del suo primo tour europeo nel 1900 Mozaffar poté assistere ad alcune proiezioni cinematografiche: il nuovo mezzo di espressione artistica lo colpì immediatamente, tanto da ordinare al suo fotografo di comperare tutte le attrezzature necessarie per introdurre la nuova arte anche in Persia, ponendo le basi in questo modo a una struttura che avrebbe dato vita al cinema persiano.
Durante la sua visita del 1902 nel Regno Unito, Cecil M. Hepworth - uno dei pionieri del cinema muto britannico - girò Arrival of the Shah in London, un breve documentario che illustrava l'arrivo dello scià a Londra.